# Sufe Bradshaw

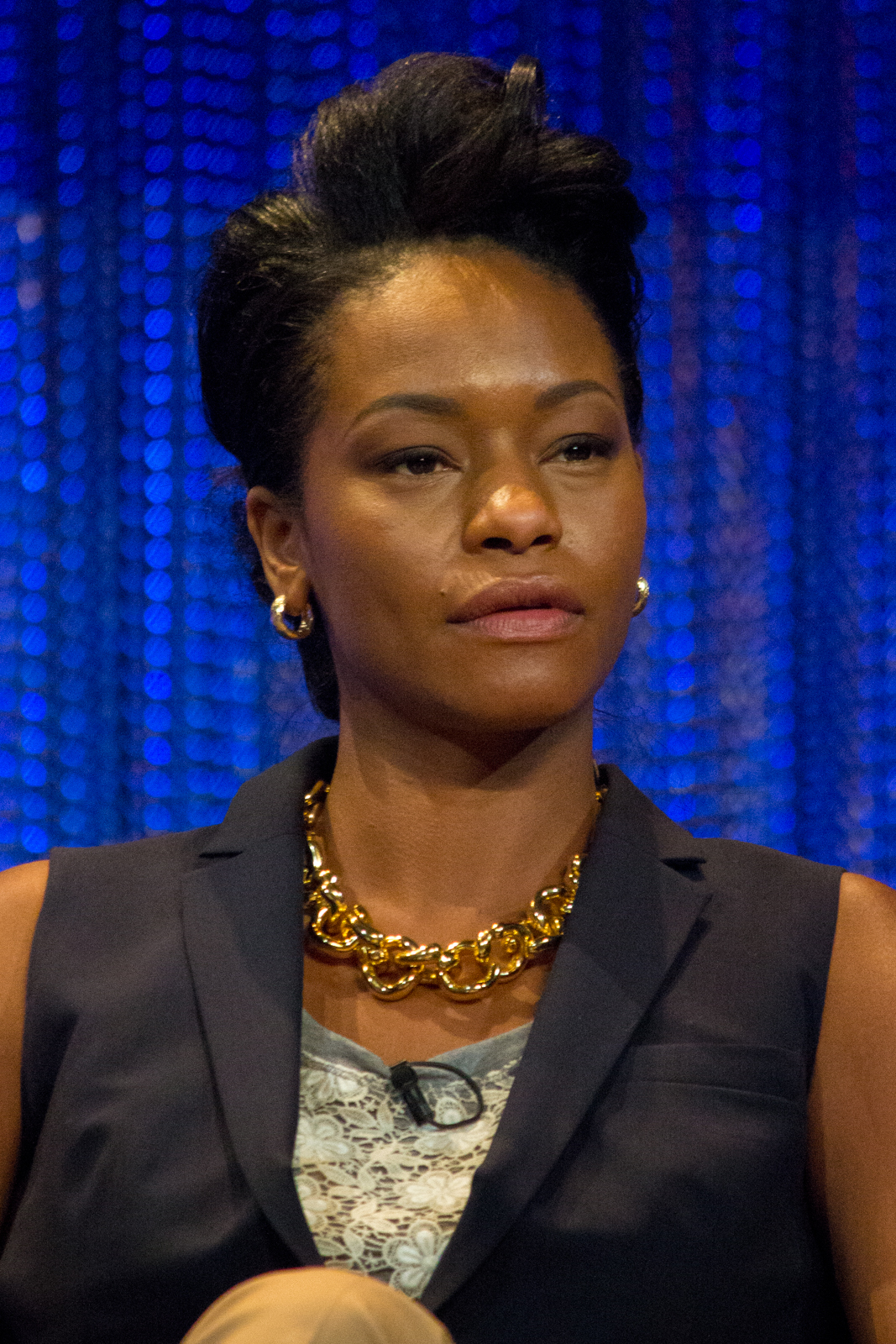
Sufe Bradshaw (2014)

Sufe Bradshaw (* 16. April 1986 in Chicago, Illinois) ist eine US-amerikanische Schauspielerin. Bekanntheit erlangte sie durch die Rolle der Sue Wilson aus der Dramedy-Serie Veep – Die Vizepräsidentin.

## Leben und Karriere
Sufe Bradshaw wurde als eines von neun Kindern eines US-Amerikaners und einer Mutter ghanaischer Abstammung in Chicago geboren. Nach der Schule besuchte sie die Los Angeles City Theatre Academy und erlangte einen Abschluss in Theater. Sie ist seit 2006 als Schauspielerin aktiv. Nachdem sie zunächst Gastrollen in Serien, wie Cold Case – Kein Opfer ist je vergessen, Emergency Room – Die Notaufnahme, Southland, Prison Break oder FlashForward übernahm, wurde sie ab 2012 auch einem größeren Publikum als Sue Wilson, eine Hauptrolle in der Dramedy-Serie Veep – Die Vizepräsidentin, bekannt.
Zu ihren Filmauftritten gehören Star Trek und Overnight.

## Filmografie (Auswahl)
- 2006: Yo Momma (Fernsehserie, Episode 3x09)
- 2006: Speechless
- 2008: Mind of Mencia (Fernsehserie, Episode 4x02)
- 2008: Cold Case – Kein Opfer ist je vergessen (Cold Case, Fernsehserie, Episode 5x18)
- 2009: Trust Me (Fernsehserie, Episode 1x04)
- 2009: Emergency Room – Die Notaufnahme (ER, Fernsehserie, Episode 15x22)
- 2009: Star Trek
- 2009: Southland (Fernsehserie, Episode 1x07)
- 2009: Dance Flick – Der allerletzte Tanzfilm (Dance Flick)
- 2009: Prison Break (Fernsehserie, 2 Episoden)
- 2009: FlashForward (Fernsehserie, Episode 1x02)
- 2009: Bones – Die Knochenjägerin (Bones, Fernsehserie, Episode 5x06)
- 2012: Overnight
- 2012–2016, 2019: Veep – Die Vizepräsidentin (Veep, Fernsehserie, 49 Episoden)
- 2014: Crossroads
- 2014: Rizzoli & Isles (Fernsehserie, Episode 4x15)
- 2014: Imperial Dreams
- 2019: Murder Mystery
- 2020: Lovecraft Country (Fernsehserie, Episode 1x07)
- 2021: Together Together
- 2021–2022: Hidden Canyons (Fernsehserie, 16 Episoden)
- 2022: Gasoline Alley
- 2022: Metal Lords
- 2023: Little Dixie
- 2023: The Getback
- 2023: No Right Way
- 2023: Rise